# Victoria-Klasse (1890)
Die Victoria-Klasse war eine Klasse von Panzerschiffen (Schlachtschiffen) der Royal Navy. Die beiden Schiffe dieser Klasse wurden 1885 auf Kiel gelegt und 1890 bzw. 1891 in Dienst gestellt. Die HMS Victoria sank nach einer Kollision mit einem anderen Kriegsschiff der Royal Navy im Mittelmeer. Ihr Schwesterschiff, die HMS Sans Pareil, blieb bis 1907 im Dienst und wurde dann abgewrackt. Bei der Victoria-Klasse wurden erstmals im britischen Kriegsschiffbau Dreifach-Verbunddampfmaschinen verwendet.

## Entwurf

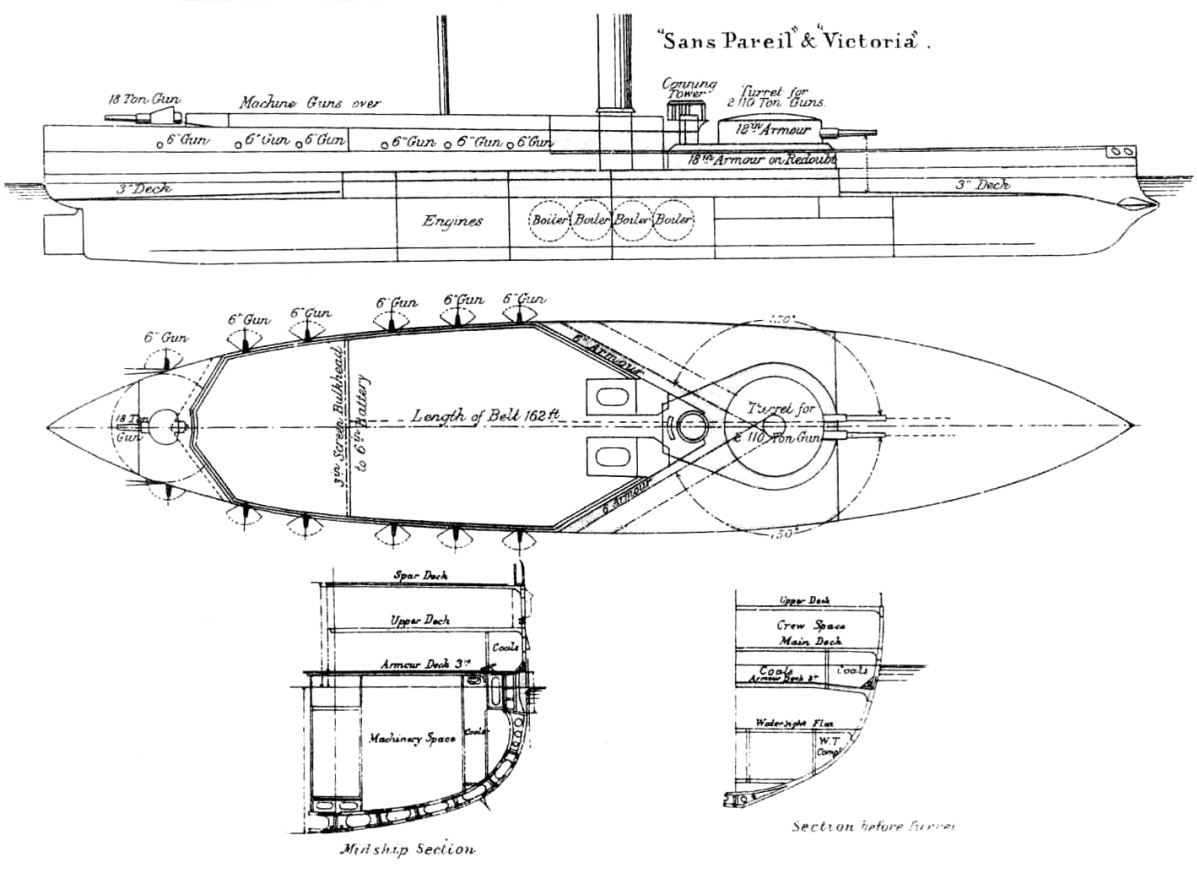
Seitenriss und Decksplan, Brassey’s naval annual 1888-9

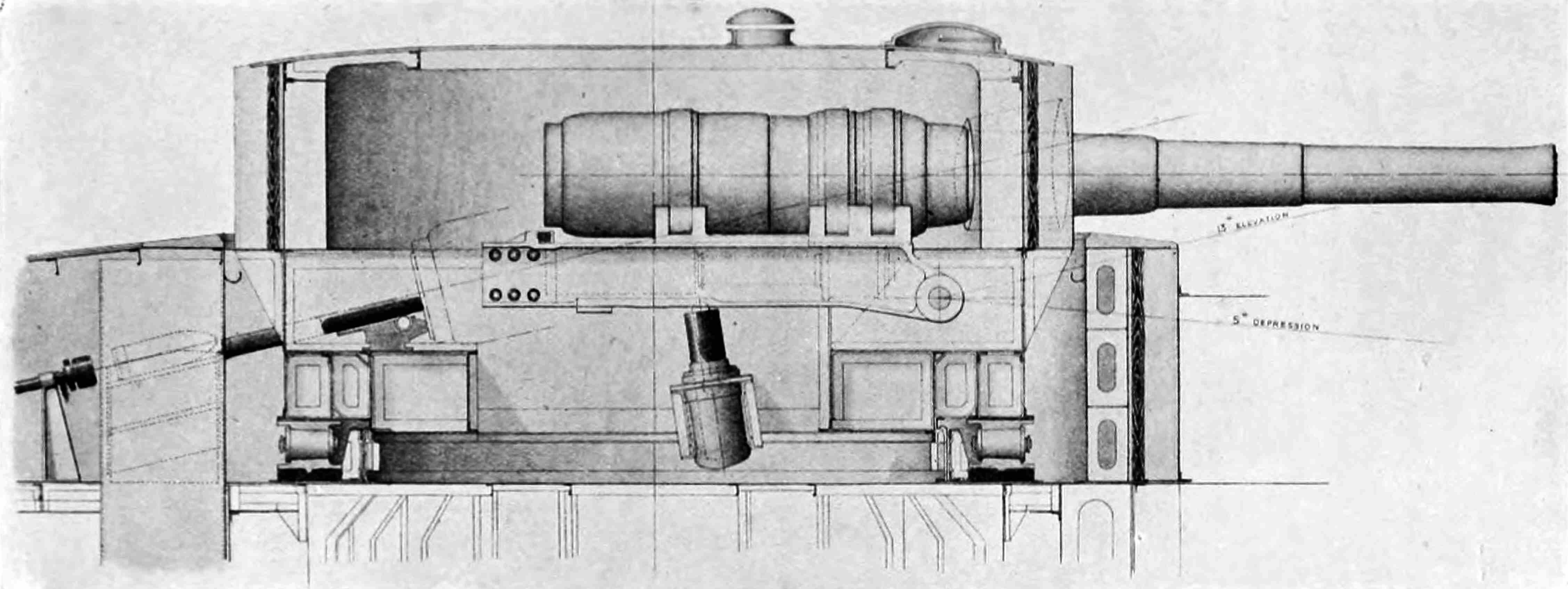
Drehscheibenlafette der HMS Victoria

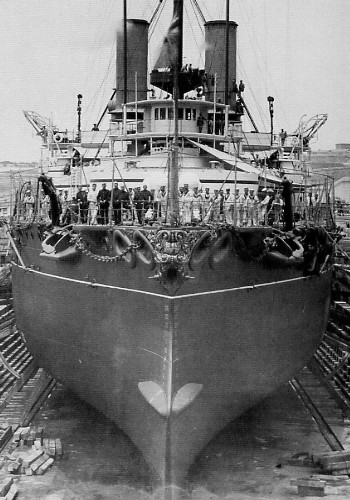
HMS Victoria im Trockendock auf Malta

Die Klasse wurde während des Übergangs vom Breitseitschiff zum Turmschiff entwickelt und gebaut. Bei Breitseitschiffen, die die Kanonen quer zur Fahrtrichtung in einer Breitseite aufgestellt hatten, musste grob mit dem ganzen Schiff gezielt werden. Sowohl in Gefechten auf Land als auch zur See wurden jedoch ein größerer Bestreichungswinkel und eine höhere Richtgeschwindigkeit gefordert. Dies führte zum Konzept des Turmschiffs. Da jedoch vielfältige Probleme sowohl bei der Konstruktion der Türme, wie Panzerschutz, Lafettierung, Munitionszuführung, als auch beim Schiff selbst zu lösen waren, wurden in dieser Übergangszeit vielfältige Entwürfe gebaut. Bei der Victoria-Klasse wurde ein Teil der Geschütze in herkömmlicher Batterieaufstellung eingebaut, während die Hauptbewaffnung in einer Barbette auf einer Drehscheibenlafette installiert war. Im gleichen Zeitraum ging die Royal Navy endgültig von den zeitweilig wieder eingeführten Vorderladern (RML – Riffled Muzzle Loading) zur Hinterladern (BL – Breech Loading) über. Durch die Entwicklung der Verbunddampfmaschinen konnte der Kohleverbrauch gesenkt und die Reichweite erhöht werden. Das ermöglichte einen Verzicht auf die Besegelung. Die Victoria-Klasse verbindet damit moderne Elemente des Schiffbaus (Panzerturm, Antrieb, Hinterlader) mit herkömmlichen Elementen (Batterieaufstellung). Sie wurde von der rasch fortschreitenden Entwicklung überholt.
Die Victoria-Klasse ging aus der HMS Conqueror hervor. Ursprünglich wurden die Schiffe dieser Klasse daher die new Conquerors genannt. Das Kaliber der Hauptbewaffnung sollte von 12 inch (305 mm) auf 13.5 inch (343 mm) erhöht werden. Schließlich wurden jedoch Geschütze des Kalibers 16.25 inch (413 mm) mit einem Gewicht von 110 t vorgesehen. Die Granaten dieses Geschützes hatten ein Gewicht von 1800 lb (816 kg) und konnten zur damaligen Zeit jede Panzerung durchschlagen. Die von Armstrong entworfene und gebaute Kanone wurde in ähnlicher Form auch an die Regia Marina Italiana geliefert und dort im Schlachtschiff Andrea Doria verbaut. Die Kanone wurde auch auf dem letztgebauten Schiff der Admiral-Klasse, der HMS Benbow, benutzt. Diese drei Schiffe waren die einzigen Schiffe der Royal Navy, die dieses Kaliber führten. Im Heckturm wurde eine ähnlich konstruierte Kanone des Kalibers 10 inch (254 mm) eingesetzt.
Zum damaligen Zeitpunkt sah die Royal Navy die Seeherrschaft auf dem Mittelmeer als eine ihre wichtigsten Aufgaben an. Die Schiffe der Victoria-Klasse waren daher für den Einsatz in der Mittelmeerflotte vorgesehen.

## Geschichte
Beide Schiffe wurden 1885 bei Armstrong Whitworth bzw. der Thames Ironworks and Shipbuilding and Engineering Co. Ltd., Blackwall (London) auf Kiel gelegt und liefen 1887 vom Stapel. Die Indienststellung erfolgte 1890/1891.
Die Schiffe gehörten zusammen mit der Trafalgar-Klasse zu den letzten Schlachtschiffen mit einem sehr geringen Freibord. Er betrug lediglich drei Meter. Absicht war es, ein kleineres Ziel für feindliche Schiffe zu bieten. Dies hatte jedoch negative Auswirkungen auf die Seefestigkeit. Der geringe Freibord trug wesentlich zum schnellen Sinken der HMS Victoria bei.
Die 16,25-inch-Kanone bewährte sich im Einsatz nicht. Die Feuergeschwindigkeit lag bei einem Schuss in vier bis fünf Minuten. Das Rohr musste jeweils nach 75 Schuss gewechselt werden.
Erfolgreichste Neuerung war die Einführung der Dreifach-Verbunddampfmaschine. Die Einführung von Stahl im Kesselbau ermöglichte höhere Betriebsdrücke und damit eine dreifache Entspannung des Dampfes. Bei der Royal Navy wurde eine derartige Maschine erstmals auf der HMS Thunderer zu Versuchszwecken installiert und später auf dem Torpedoboot HMS Rattlesnake verwendet. Im Vergleich zu herkömmlichen Dampfmaschinen konnte der Kohlenverbrauch nahezu halbiert werden. Dies verringerte die Wasserverdrängung bzw. ermöglichte eine stärkere Bewaffnung und Panzerung.

## Schiffe der Klasse
- HMS Victoria
- HMS Sans Pareil